# Kajsa Nilsson
Kajsa Nilsson, född den 9 februari 1982, är en svensk orienterare, som tagit totalt två VM-silver, ett VM-brons och ett EM-brons. Hon blev juniorvärldsmästarinna i stafett 2001 samt nordisk mästarinna i stafett 2007 och 2009.